# Герб Новояворівська
Ге́рб Новоя́ворівська затверджений сесією Новояворівської міської ради 25 грудня 1992 року. 
Автор — Андрій Гречило.

## Опис
У синьому полі три золоті трикутники у два ряди (один над двома), у золотій главі три зелені яворові листки в один ряд. 

## Зміст
Золоті пірамідки символізують сірковидобувну промисловість, яворові листки — назву міста. 
Щит обрамований декоративним картушем і увінчаний срібною міською короною з трьома мерлонами.